# Jean-Baptiste Randoing
Vous pouvez aider à l'améliorer ou bien discuter des problèmes sur sa page de discussion.
- Il ne cite pas suffisamment ses sources. Vous pouvez indiquer les passages à sourcer avec {{référence nécessaire}} ou {{Référence souhaitée}}, et inclure les références utiles en les liant aux notes de bas de page. (Marqué depuis avril 2024)
- Certaines informations devraient être mieux reliées aux sources mentionnées dans la bibliographie ou les liens externes. Améliorez sa vérifiabilité en les associant par des références. (Marqué depuis avril 2024)

- Archive Wikiwix
- Bing
- Cairn
- DuckDuckGo
- E. Universalis
- Gallica
- Google
- G. Books
- G. News
- G. Scholar
- Persée
- Qwant
- (zh) Baidu
- (ru) Yandex
- (wd) trouver des œuvres sur Wikidata

Jean-Baptiste Randoing (28 avril 1798, Cusset - 9 juillet 1883, Paris), est un homme politique français.

## Biographie

### Carrière professionnelle

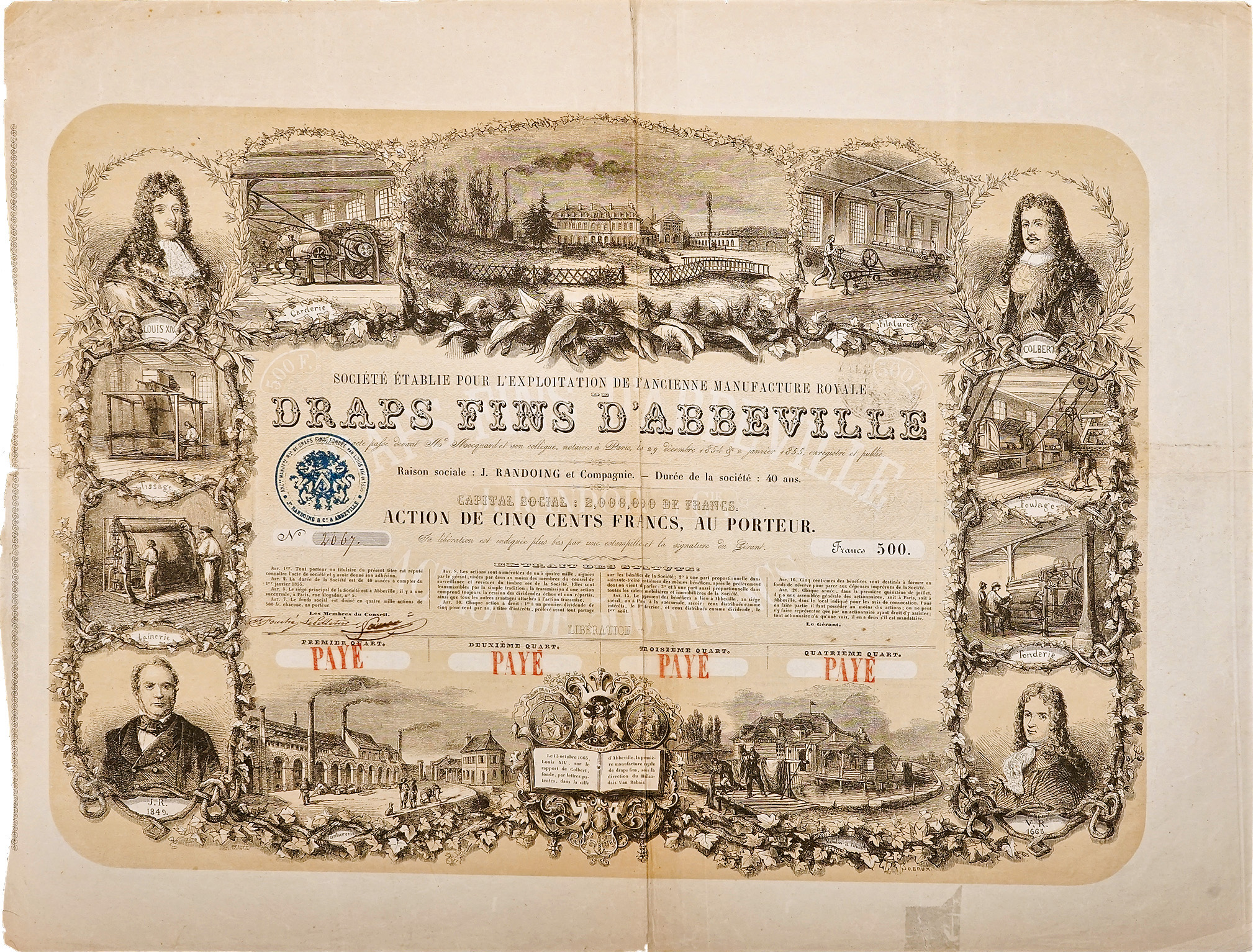
Action de fondation de la Manufacture royale de draps d'Abbeville datant de 1855. Considérée comme l'une des toutes premières usines textiles au monde, la manufacture a été reprise en 1849 par Jean-Baptiste Randoing, qui l'a transformée en société anonyme.

Fils d'un négociant et frère de Camille Randoing, il s'occupa de bonne heure et avec succès d'entreprises commerciales. Directeur, à Abbeville, de la grande fabrique de draps fins, dite de Van Robais, créée par Colbert, il prit dans le pays une importante situation, fut président du tribunal de commerce d'Abbeville, membre du conseil général des manufactures et du commerce, et prêta son nom et son influence à la plupart des manifestations des partisans du système économique de la « protection ». 
Randoing fut mêle plus tard avec Lefebvre-Duruflé, Hector Collet-Meygret et autres, à des entreprises financières qui le firent condamner en police correctionnelle à 6,000 francs d'amende.
Il était membre de la Société internationale des études pratiques d'économie sociale.

### Carrière politique
Il fut membre du conseil général de la Somme. Dans les questions politiques, il inclina, sous Louis-Philippe, vers l'opinion libérale constitutionnelle. Après la Révolution française de 1848, Randoing fut élu, le 23 avril 1848, représentant de la Somme à l'Assemblée constituante, et vota constamment avec la droite. Réélu dans le même département, le 13 mai 1849, représentant à l'Assemblée législative, il reprit sa place à droite, appartint à la majorité monarchiste, et appuya l'expédition de Rome, la loi Falloux-Parieu sur l'enseignement et la loi restrictive du suffrage universel.
Il évita tout d'abord de se rallier à la politique de l'Élysée, et fut enfermé à Vincennes après le coup d'État de 1851 ; mais ayant fait adhésion au nouveau régime, il fut porté comme candidat du gouvernement au Corps législatif dans la 5e circonscription de la Somme, et fut élu, le 29 février 1852. Il n'associa au rétablissement de l'Empire, et, rapporteur en février 1857 du projet de loi sur les tarifs des douanes, s'éleva contre toute atteinte portée au régime protecteur. Il obtint le renouvellement de son mandat, toujours comme candidat officiel, le 22 juin 1857, et rentra dans la vie privée en 1863.

## Distinctions
- Officier de la Légion d'honneur (1851)